# Ідзумідзакі

37°9′25″ пн. ш. 140°17′43″ сх. д. / 37.15694° пн. ш. 140.29528° сх. д.
Ідзумідза́кі (яп. 泉崎村, いずみざきむら, МФА: [id͡zumʲid͡zakʲi muɾa]) — село в Японії, в повіті Нісі-Сіракава префектури Фукусіма. Станом на 1 жовтня 2008 площа села становила 35,40 км². Станом на 1 січня 2009 населення села становило 6617 осіб.